# Hymenophyllum riukiuense
Hymenophyllum riukiuense är en hinnbräkenväxtart som beskrevs av Christ. Hymenophyllum riukiuense ingår i släktet Hymenophyllum och familjen Hymenophyllaceae. Inga underarter finns listade.